# Місячний календар
Місячний календар — календар, в основу якого покладені фази Місячного циклу.
Тривалість синодичного місяця S = 29,53059 доби. Тому відповідний йому календарний місяць може мати 29 або 30 діб. Синодичний місяць — це середній період обертання Місяця навколо Землі для досягнення ним певного положення відносно Землі та Сонця, що відповідає певній фазі Місячного циклу.  
Тривалість астрономічного місячного року розраховують так: 12 х 29,53059 = 354,36706 доби. Доба — проміжок часу, приблизно рівний періоду обертання Землі навколо своєї осі.
Календарний місячний рік складається з 354 діб: 6-ти місяців по 30 діб і 6-ти — по 29 діб (6х30 + 6х29 = 354). Проте проміжок часу 12-ти синодичних місяців на 0,36706 доби більший від календарного місяця, у якому 355 діб. Тому приблизно через кожні три роки потрібно вставляти один день — 356-ту добу. Такий рік має назву — високосний рік.

## Історія появи
Перші місячні календарі було знайдено на територіях сучасних Франції та Німеччини. Відповідно NASA знахідки походять з ери Палеоліту. У своєму дослідженні 'Коріння цивілізації' (1972), Олександр Маршак розвиває теорію того, що різьблення на кістках за часів ери Палеоліту робилися власне для того, щоб ідентифікувати час. Маршак помітив, що в печерах Thaïs, що у Франції, знаходяться 29 насічок, що відповідають проміжку між двома місяцями.
Старіший пам'ятник місячного календаря було знайдено у Уоррен Філд (Шотландія). Знахідку датовано близько 8,000 до н.е. і складається з 12 дванадцять западин, що відповідають 12 фазам місяця. Це зовсім недавнє відкриття, і місце було розкопано лише в 2004 році.
Більшість місячних календарів було знайдено в печерах, на камінцях чи на кістках тварин. Останні були найбільш поширеними через те, що їх можна було легко взяти на полювання, яке часто могло займати не один тиждень. В той час однією з тварин на яких полювали був тур знаний як магічна тварина, чим і пояснюється її важлива роль у створенні перших місячних календарів.

## Стародавні місячні цикли
Єгипетський цикл налічував 365 діб. За допомогою циклів Каліппа і Гіппарха було уточнено тривалість тропічного року і синодичного місяця. Метонів цикл відкрив астроном Метон Афінський у 432 році до н. е., цей цикл налічував 19 тропічних років = 235 синодичних місяців. У 330 році до н. е. давньогрецький астроном Каліпп Кізікський скоротив чотири метонові цикли на одну добу, отримавши 365 діб 6 годин. Гіппарх зменшив на одну добу чотири каліппові періоди, отримавши 365 діб 5 годин 55 хвилин (Гіппархів цикл).
Ісламський календар або Hijri — єдиний місячний календар, який широко використовують і зараз, складається з 12 місячних циклів. Місячно-сонячними календарями є фактично єврейський, китайський, український місяцелік, індуїстські календарі. В основу місячно-сонячних календарів покладено: один тропічний рік (365,24220 доби) і один синодичний місяць (29,53059 доби).